# جيمس فريشفيل
جيمس فريشفيل (بالإنجليزية: James Frecheville)‏ هو ممثل أسترالي، ولد في 1991 بملبورن في أستراليا.

## أعمال

### أفلام
- (2010) مملكة الحيوان
- (2012) المرة الأولى
- (2013) العشق[4]
- (2014) التسليم[5][6]
- (2015) تجربة سجن ستانفورد

## وصلات خارجية
- جيمس فريشفيل على موقع IMDb (الإنجليزية)
- جيمس فريشفيل على موقع قاعدة بيانات الفيلم (الإنجليزية)